# Erannis defoliaria
Erannis defoliaria là một loài bướm đêm trong họ Geometridae.

## Hình ảnh

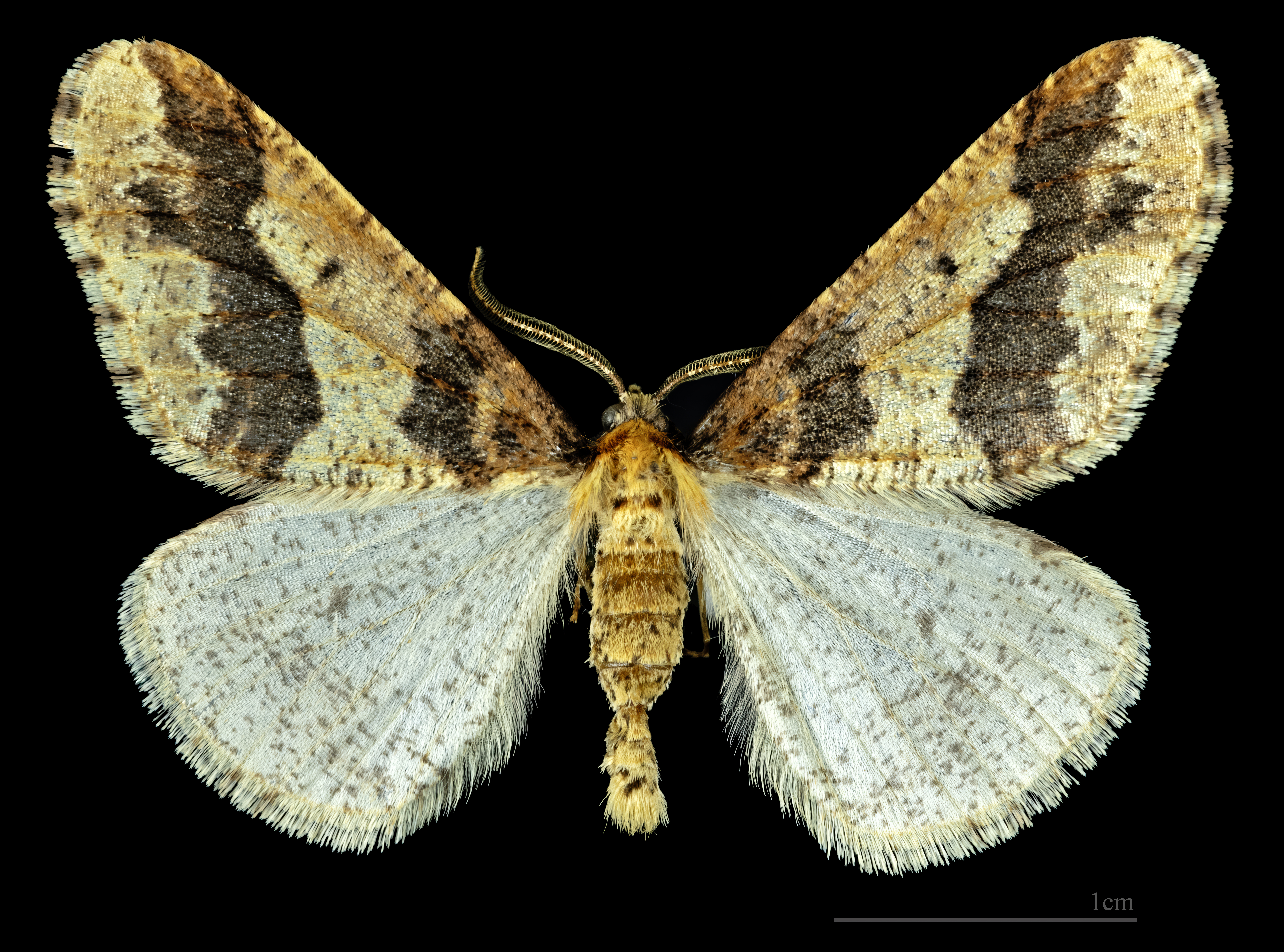
♂
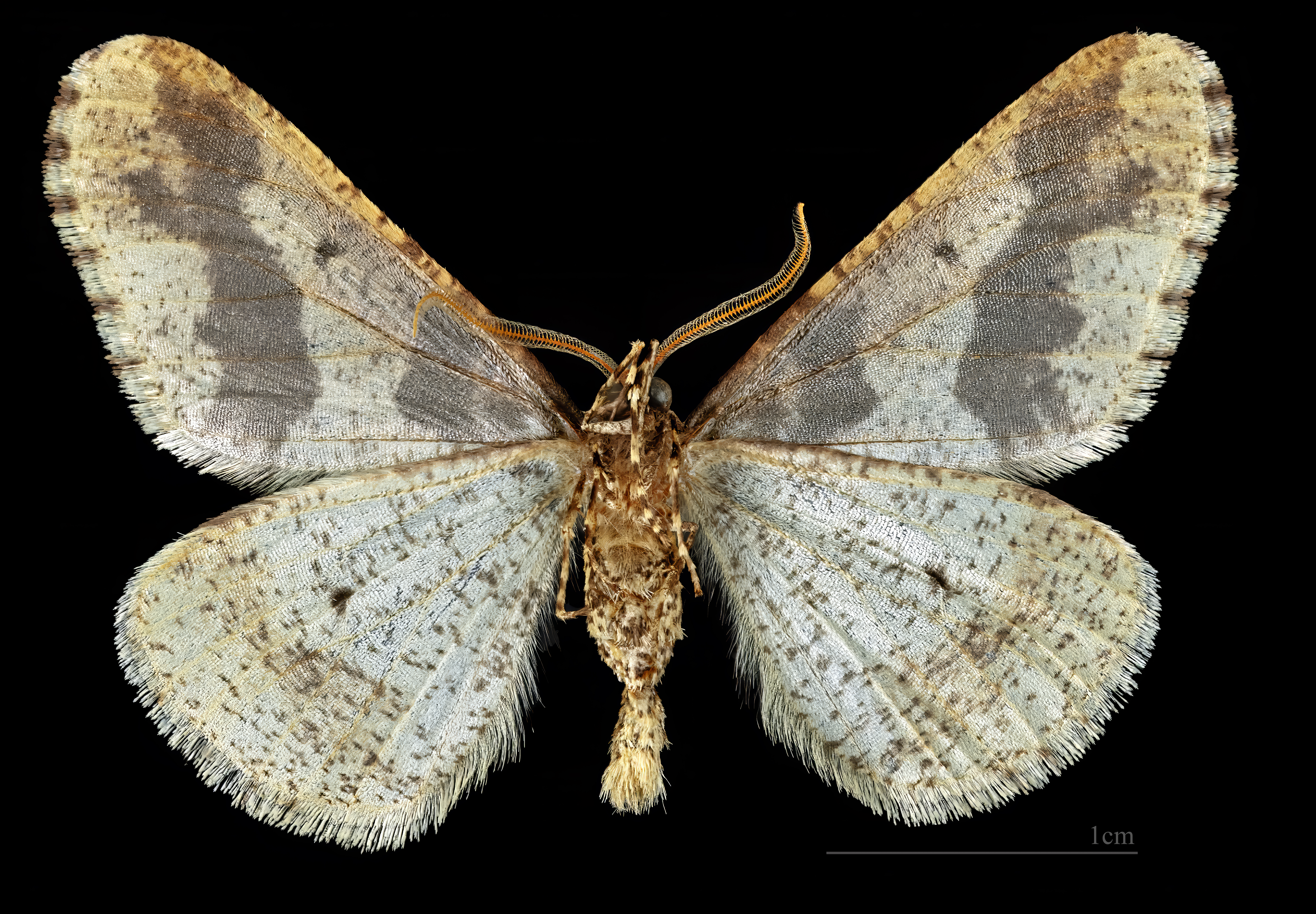
♂ △
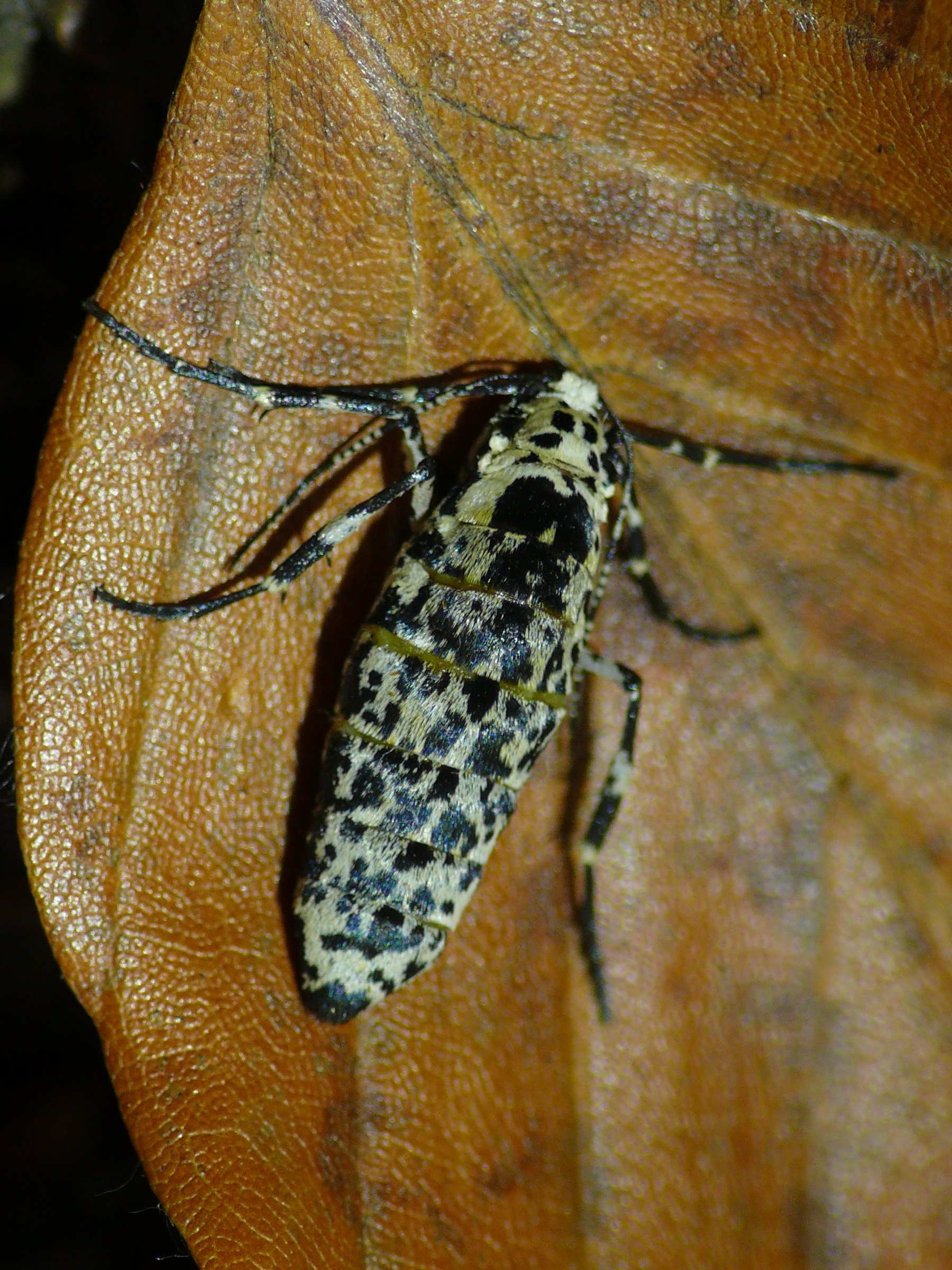
♀

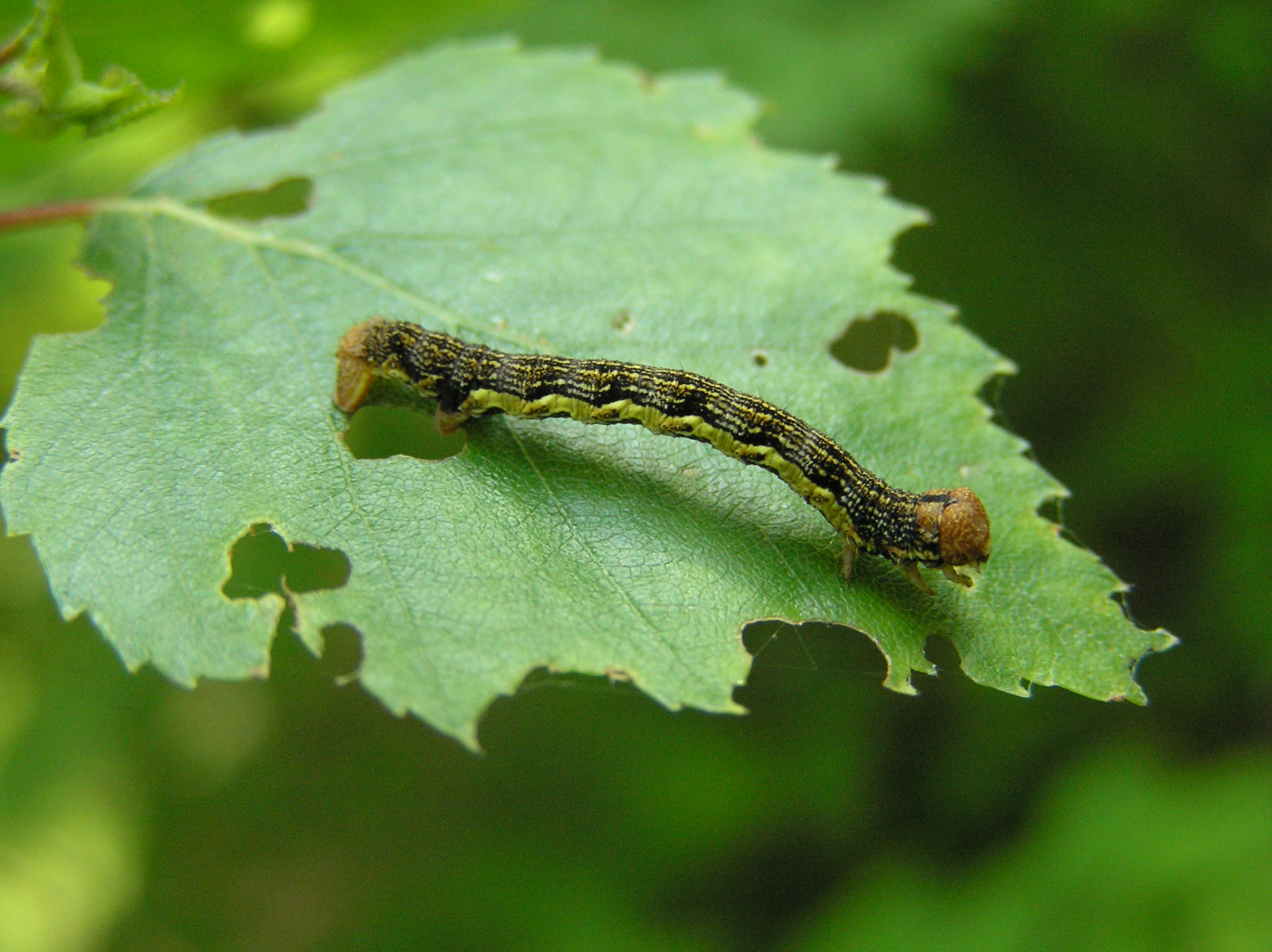
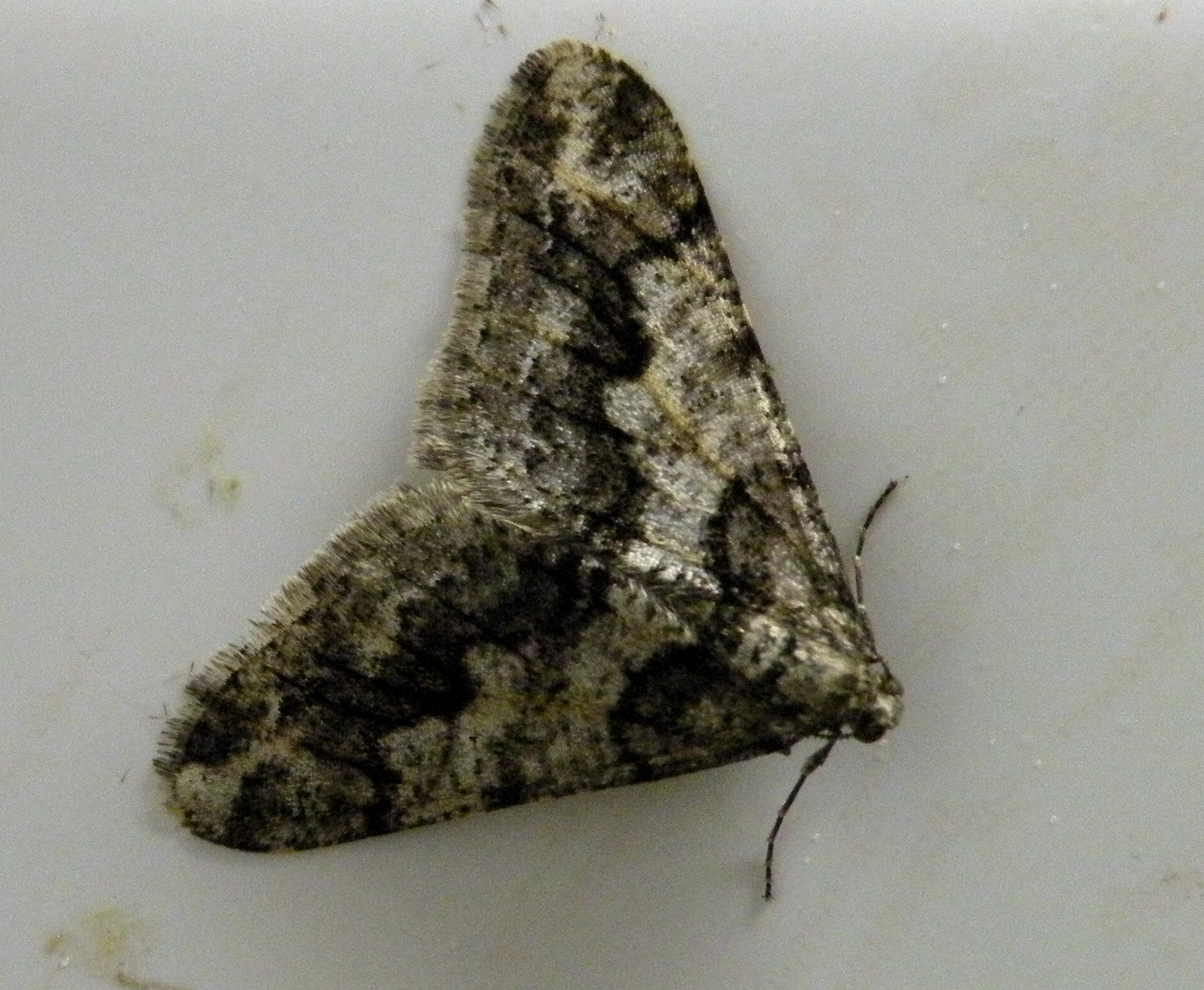
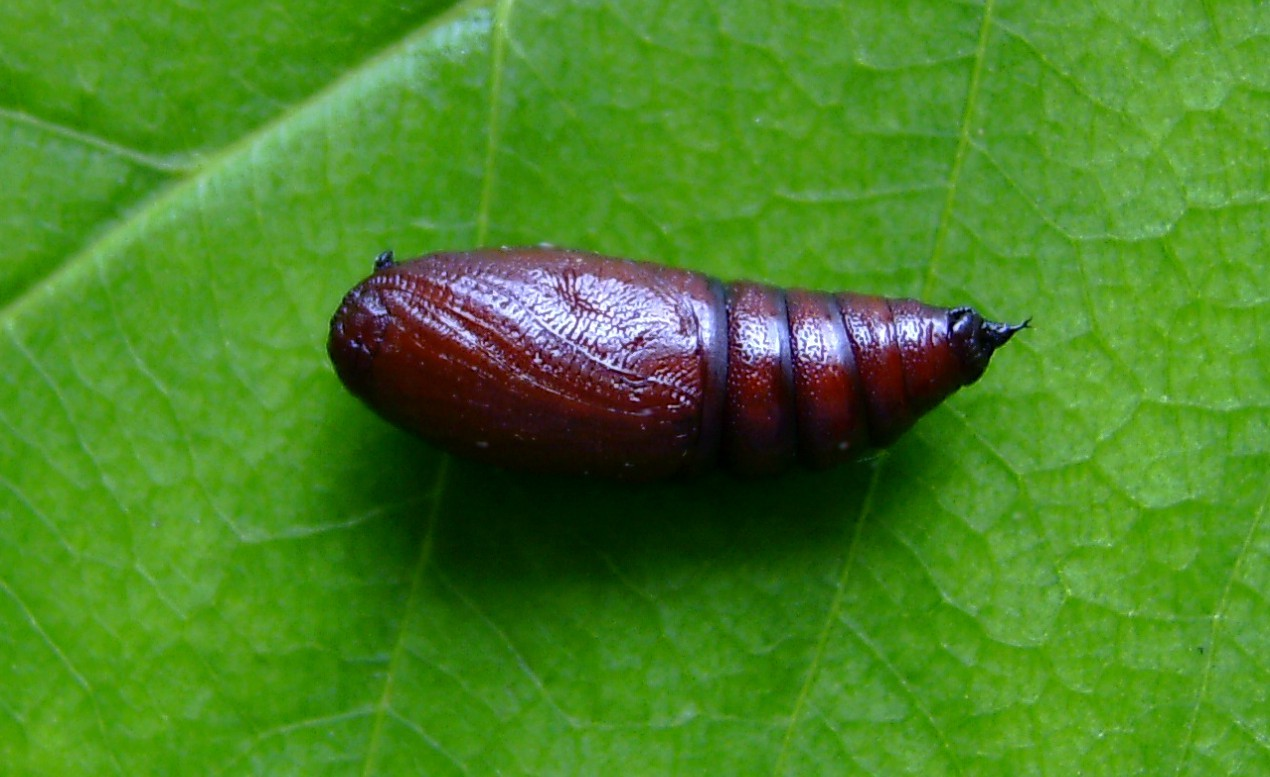